# 历山路站
历山路站（建设时工程名为历山北路站）是济南轨道交通2号线的地铁车站，位于中华人民共和国山东省济南市天桥区北园街道北园大街与历山路交叉口地下，2021年3月26日投入运营。

## 车站构造
历山路站为地下二层的14米岛式车站。

## 出入口
| 編號     | 指示                                                      |
| -------- | --------------------------------------------------------- |
| 出口 · A | 北园大街与历山路交叉口西北角(山东大学第二医院东南角)      |
| 出口 · B | 北园大街与历山路交叉口西北角(济南建华五金市场旁)          |
| 出口 · F | 北园大街与历山路交叉口西南角                              |
| 出口 · G | 北园大街与历山路交叉口以西200米路南                       |
| 出口 · H | 北园大街与历山路交叉口以西250米路南                       |
| 出口 · K | 北园大街与历山路交叉口以西400米路南(山东大学第二医院对面) |

2022年1月29日，A出入口正式开放。2022年8月2日，F、H、K出入口正式开放。

### 临近地点
- 山东大学第二医院
- 济南快速公交历山路站
- 济南建华五金市场